# Arvid Havnås
 (octobre 2024).
Si vous disposez d'ouvrages ou d'articles de référence ou si vous connaissez des sites web de qualité traitant du thème abordé ici, merci de compléter l'article en donnant les références utiles à sa vérifiabilité et en les liant à la section « Notes et références ».
Arvid Havnås (né le 6 octobre 1917 en Norvège et mort le 15 décembre 2008) est un footballeur norvégien, qui évoluait au poste d'attaquant.
Il est connu pour avoir terminé meilleur buteur du championnat norvégien en 1948-49 avec 12 buts.
Avec le club du Sandefjord Ballklubb, il fut finaliste de la coupe de Norvège en 1957 et 1959. Lors de cette dernière, il était alors âgé de 42 ans et 19 jours, ce qui fait de lui le plus vieux finaliste de la compétition.
Plusieurs fois sélectionné en équipe de Norvège, il resta toujours sur le banc et donc n'eut officiellement aucune sélection.